# Monastère de la Petchenga
Le monastère de la Petchenga (Печенгский монастырь), ou monastère de la Trinité-de-Saint-Tryphon (Печенгский-Троицкий-Трифонов монастырь), est un monastère masculin de l'Église orthodoxe russe situé sur la péninsule de Kola dans la localité inhabitée de Luostari appartenant à l'oblast de Mourmansk à l'extrême nord de la Russie. Ce fut pendant longtemps le monastère le plus septentrional du monde. Il dépend de l'éparchie de Severomorsk.

## Historique
Le monastère a été fondé en 1533 par saint Tryphon de la Petchenga à l'endroit où la rivière Mana rejoint la Petchenga. En 1548, les frères déménagent le monastère un peu plus loin près de l'embouchure de la Petchenga, ce qui était plus pratique pour le négoce. Le village de Petchenga se construit autour du monastère. En décembre 1589, le monastère tombe sous les forces finnoises enrôlées sous la bannière du roi de Suède. Les Finnois rassemblent les frères et les habitants du lieu dans l'édifice qu'ils finissent par brûler. Le monastère est transféré après cela au fort de Kola. Il est détruit par un incendie en 1619 et les frères reconstruisent un nouveau monastère au bord de la rivière Kola. L'église est dédiée aux saints apôtres Pierre et Paul.
Le monastère est sécularisé en 1765 par un oukaze de Catherine II. Il est refondé en 1886 par un décret du Saint-Synode à l'emplacement même où les frères martyrs ont été brûlés en 1589. Le monastère subsiste jusqu'en 1919. En 1920, la région passe à la Finlande, puis retourne à l'URSS après la Seconde Guerre mondiale.

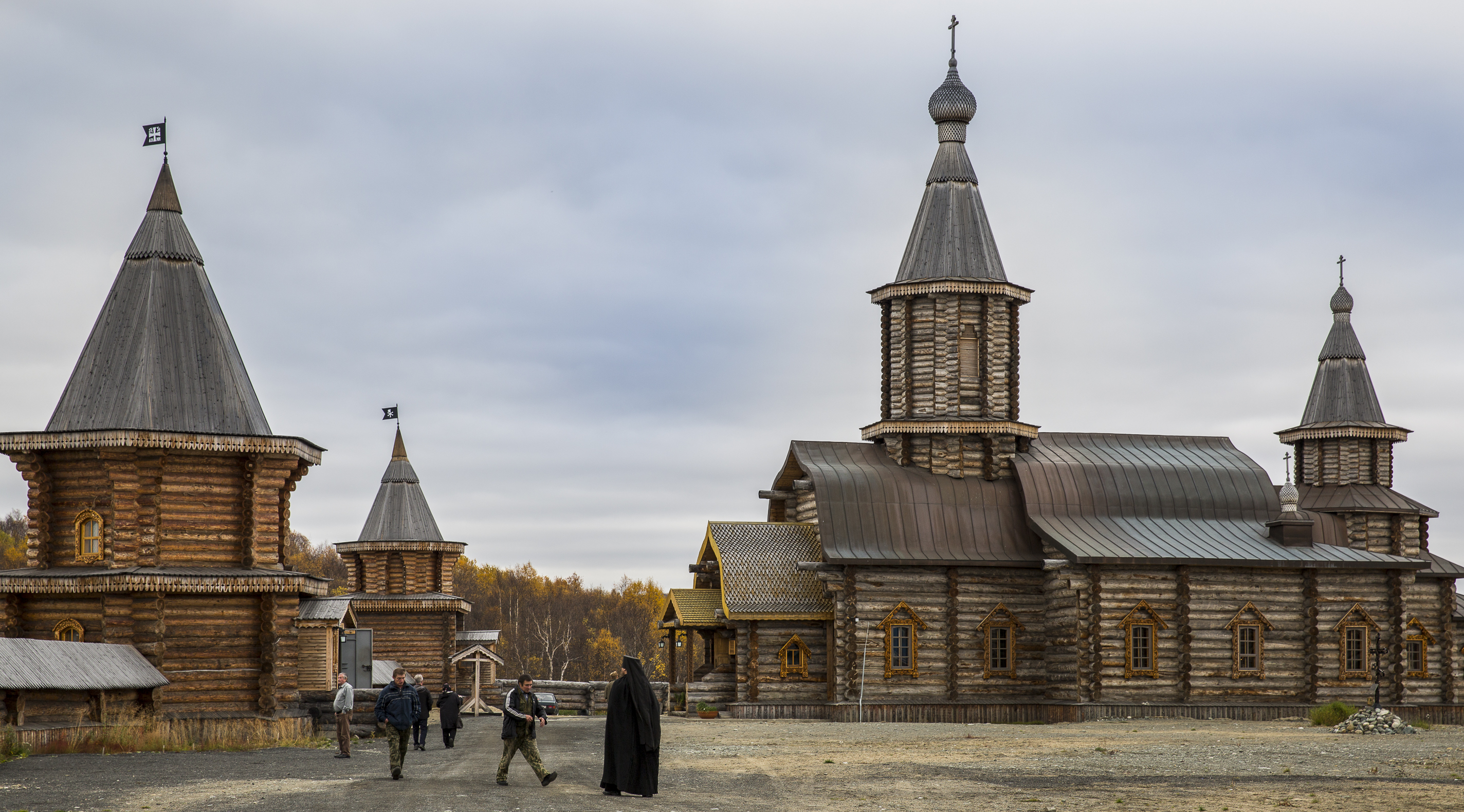
Le monastère aujourd'hui.

C'est en 1997 que l'Église orthodoxe russe décide de sa refondation. Les cendres des cent seize martyrs de 1589 y sont conservées.
Le 1er décembre 2007, l'église est entièrement détruite par un incendie. La décision est prise de reconstruire le monastère à son emplacement premier dans la localité de Luostari au bord de la Petchenga. Une mission du monastère est ouverte à Mourmansk en 2008. L'église du monastère est consacrée en décembre 2012 en l'honneur de la Sainte Trinité.
Le monastère se présente comme un grand ensemble rectangulaire entouré d'une palissade et encadré de bâtiments de bois, avec l'église de bois au milieu. Ce fut le monastère orthodoxe le plus septentrional du monde, jusqu'à la fondation en 2005 du monastère féminin de Khibinogorsk à Kirovsk (oblast de Mourmansk).

## Source
- (ru) Cet article est partiellement ou en totalité issu de l’article de Wikipédia en russe intitulé « Трифонов-Печенгский монастырь » (voir la liste des auteurs).